# Crecimos juntos
Violetta - Crecimos Juntos é a sexta e última trilha sonora da telenovela Violetta, pertencente a terceira temporada da telenovela. Foi lançado em 20 de março de 2015 na América Latina pelo Walt Disney Records. No Brasil o lançamento do álbum foi dia 15 de abril de 2015.

## Faixas
| N.º | Título | Duração |  |
| 1.  | "Crecimos Juntos" (Elenco de Violetta)                                                                           | 3:56    |  |
| 2.  | "Más Que Dos" (Martina Stoessel e Mercedes Lambre)                                                               | 3:39    |  |
| 3.  | "Abrázame y Verás" (Martina Stoessel e Jorge Blanco)                                                             | 3:41    |  |
| 4.  | "Es Mi Pasión" (Elenco de Violetta)                                                                              | 3:24    |  |
| 5.  | "Llámame" (Elenco de Violetta)                                                                                   | 2:51    |  |
| 6.  | "Solo Pienso en Ti" (Jorge Blanco, Ruggero Pasquarelli, Facundo Gambandé, Nicolas Garnier e Samuel Nascimento)   | 3:01    |  |
| 7.  | "Más Que Una Amistad" (Jorge Blanco, Ruggero Pasquarelli, Facundo Gambandé, Nicolas Garnier e Samuel Nascimento) | 3:31    |  |
| 8.  | "Mi Princesa" (Jorge Blanco, Ruggero Pasquarelli, Facundo Gambandé, Nicolas Garnier e Samuel Nascimento)         | 2:21    |  |
| 9.  | "Mil Vidas Atrás" (Jorge Blanco, Ruggero Pasquarelli, Facundo Gambandé, Nicolas Garnier e Samuel Nascimento)     | 3:46    |  |
| 10. | "Quanto Amore Nell'Aria" (Jorge Blanco)                                                                          | 3:30    |  |
| 11. | "Ti Credo" (Lodovica Comello)                                                                                    | 4:03    |  |

## Lançamento
| País                 | Título          | Data de Lançamento  | Ref. |
| -------------------- | --------------- | ------------------- | ---- |
| Argentina            | Crecimos Juntos | 20 de março de 2015 |      |
| Bolívia              | Crecimos Juntos | 20 de março de 2015 |      |
| Chile                | Crecimos Juntos | 20 de março de 2015 |      |
| Colômbia             | Crecimos Juntos | 20 de março de 2015 |      |
| Costa Rica           | Crecimos Juntos | 20 de março de 2015 |      |
| Equador              | Crecimos Juntos | 20 de março de 2015 |      |
| Guatemala            | Crecimos Juntos | 20 de março de 2015 |      |
| Honduras             | Crecimos Juntos | 20 de março de 2015 |      |
| México               | Crecimos Juntos | 20 de março de 2015 |      |
| Paraguai             | Crecimos Juntos | 20 de março de 2015 |      |
| Peru                 | Crecimos Juntos | 20 de março de 2015 |      |
| República Dominicana | Crecimos Juntos | 20 de março de 2015 |      |
| Uruguai              | Crecimos Juntos | 20 de março de 2015 |      |
| Venezuela            | Crecimos Juntos | 20 de março de 2015 |      |
| Itália               | Crecimos Juntos | 7 de abril de 2015  |      |
| Espanha              | Crecimos Juntos | 14 de abril de 2015 |      |
| Brasil               | Crecimos Juntos | 15 de abril de 2015 |      |